# Bom Jardim (Maranhão)
Pour les articles homonymes, voir Bom Jardim.
Bom Jardim est une municipalité brésilienne située dans l'État du Maranhão.